# Luigi di Giuseppe Grossi
Luigi di Giuseppe Grossi (ca. 1700–1795) var en italiensk billedhugger, som i en årrække arbejdede i København. 
Flere af hans værker er udstillet på Statens Museum for Kunst.
Grossi var en ganske produktiv kunstner og regnes for at være en af de betydelige billedhuggere i slutningen af 1700-tallet, om end kvaliteten af værkerne er beskrevet som svingende. Særligt rost er hans gravmæle over Anna Sophia von Bülow. Særligt kredsen omkring familien Schimmelmann lod ham udføre værker.
Han søgte i 1782 om dansk indfødsret, men fik afslag, da Kunstakademiets professorer var modstandere. I 1784 forlod han Danmark og vendte retur til Italien, men bevarede kontakt til visse danske samarbejdspartnere. Emil Schimmelmann ragede han dog uklar med i 1789, idet Grossi blev anklaget for at bryde kontrakten om Heinrich Schimmelmann og hustruens gravmæler.